# ザ・ベスト・オブU2 1980-1990
『ザ・ベスト・オブU2 1980-1990』 (The Best of 1980-1990) は、アイルランドのロックバンド、U2の1980年から1990年までの期間のベスト・アルバムである。
ライブの定番曲を中心とした選曲で、初回限定盤（1998年当時、日本では約20万セットの限定生産）にはシングルB面曲を集めたディスク-2が付属する。

## 収録曲

### ディスク-1（通常盤）
1. プライド - Pride (In the Name of Love)
2. ニュー・イヤーズ・デイ - New Year's Day
3. ウィズ・オア・ウィズアウト・ユー - With or Without You
4. アイ・スティル・ハヴント・ファウンド・ホワット・アイム・ルッキング・フォー（終りなき旅） - I Still Haven't Found What I'm Looking For
5. ブラディ・サンデー - Sunday Bloody Sunday
6. バッド - Bad
7. ホエア・ザ・ストリーツ・ハヴ・ノー・ネイム（約束の地） - Where the Streets Have No Name
8. アイ・ウィル・フォロー - I Will Follow
9. 焔（ほのお） - The Unforgettable Fire
10. スウィーテスト・シング (シングル・ミックス) - Sweetest Thing (The Single Mix)
11. ディザイアー - Desire
12. ラヴ・カムズ・トゥ・タウン - When Love Comes to Town
13. エンジェル・オブ・ハーレム - Angel of Harlem
14. オール・アイ・ウォント・イズ・ユー - All I Want is You
15. ワン・トゥリー・ヒル - One Tree Hill （日本盤ボーナストラック）
16. オクトーバー - October （隠しトラック）

### ディスク-2（初回限定盤）
1. ザ・スリー・サンライゼズ - The Three Sunrises
2. スパニッシュ・アイズ - Spanish Eyes
3. スウィーテスト・シング - Sweetest Thing
4. ラブ・カムズ・タンブリン - Love Comes Tumbling
5. ベース・トラップ - Bass Trap
6. ダンシング・ベアフート - Dancing Barefoot （パティ・スミスのカヴァー）
7. エバーラスティング・ラブ - Everlasting Love （ラヴ・アフェアーのカヴァー）
8. アンチェインド・メロディー - Unchained Melody （ライチャス・ブラザーズのカヴァー）
9. ウォーク・トゥ・ザ・ウォーター - Walk to the Water
10. ルミナス・タイム（ホールド・オン・トゥ・ラヴ） - Luminous Times (Hold on to Love)
11. ハレルヤ・ヒア・シー・カムズ - Hallelujah (Here She Comes)
12. シルヴァー・アンド・ゴールド - Silver and Gold
13. エンドレス・ディープ - Endless Deep
14. ア・ルーム・アット・ザ・ハートブレイク・ホテル - A Room at the Heartbreak Hotel
15. トラッシュ、トランポリン・アンド・ザ・パーティー・ガール - Trash, Trampoline and the Party Girl